# Пенджабська кухня
Пенджабська кухня — це кулінарний стиль, який виник у Пенджабі, регіоні в північній частині Південної Азії, який зараз розділений на індійську частину на сході та пакистанську частину на заході. Ця кухня має багату традицію багатьох різних і місцевих способів приготування.

## Історія

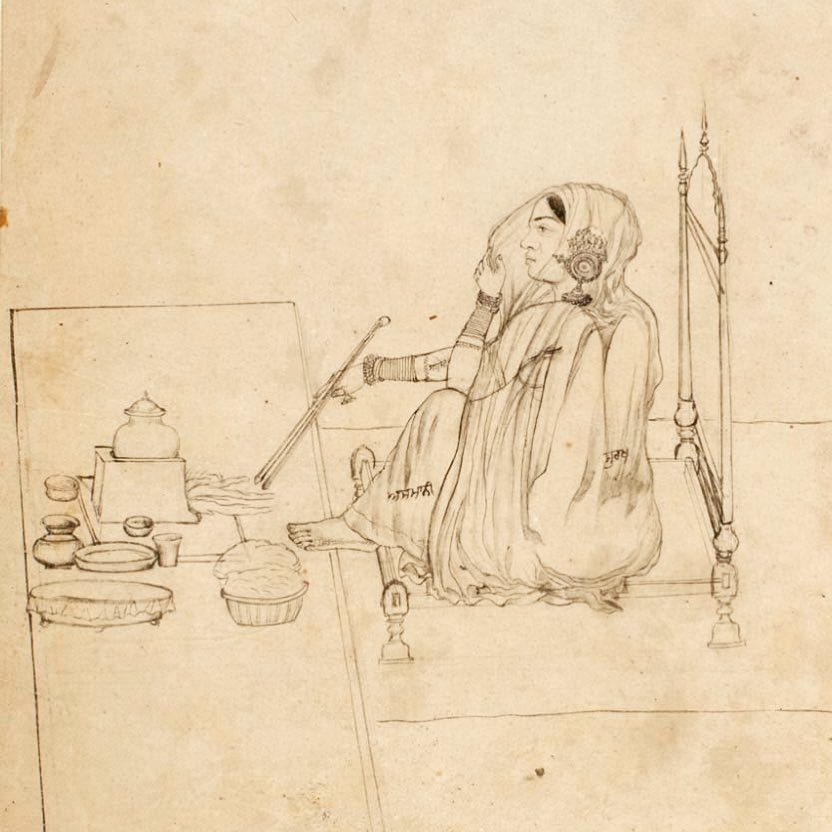
Пенджабська жінка готує, Пенджаб, приблизно 19 ст.

На місцеву кухню Пенджабу сильно вплинуло сільське господарство та фермерський спосіб життя, який панував з часів стародавньої цивілізації долини Інду. Страви, схожі на курку тандурі, можливо, існували під час цивілізації Хараппи під час бронзової доби Індії. За словами археолога професора Васанта Шінде, найдавніші свідчення про страву, схожу на курку тандурі, можна знайти в хараппській цивілізації та датуються 3000 роком до нашої ери. Його команда знайшла стародавні печі в Хараппі, схожі на тандири, що використовуються у штаті Пенджаб. Фізичні залишки курячих кісток зі слідами вугілля також були розкопані. Хараппські будинки мали печі з замковою щілиною та центральними стовпами, які використовувалися для смаження м'яса та випічки хліба. Сушрута Самхіта описує, як м'ясо готується в духовці (канду) після маринування в таких спеціях, як порошок чорної гірчиці (рай) і запашних спецій. Згідно з Ахмедом (2014), харапські печі могли працювати подібно до сучасних тандирів у Пенджабі.
Рис басматі є місцевим сортом Пенджабу, і з його використанням були розроблені різноманітні страви з рису на основі м'яса та овочів.

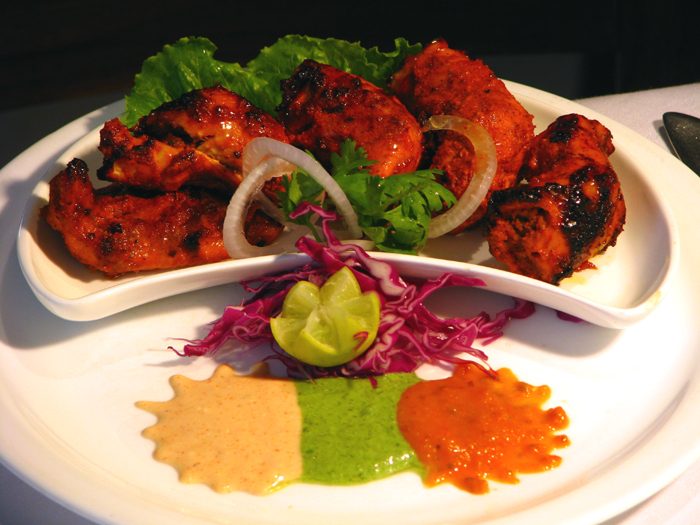
Курча тікка — популярна страва пенджабської кухні

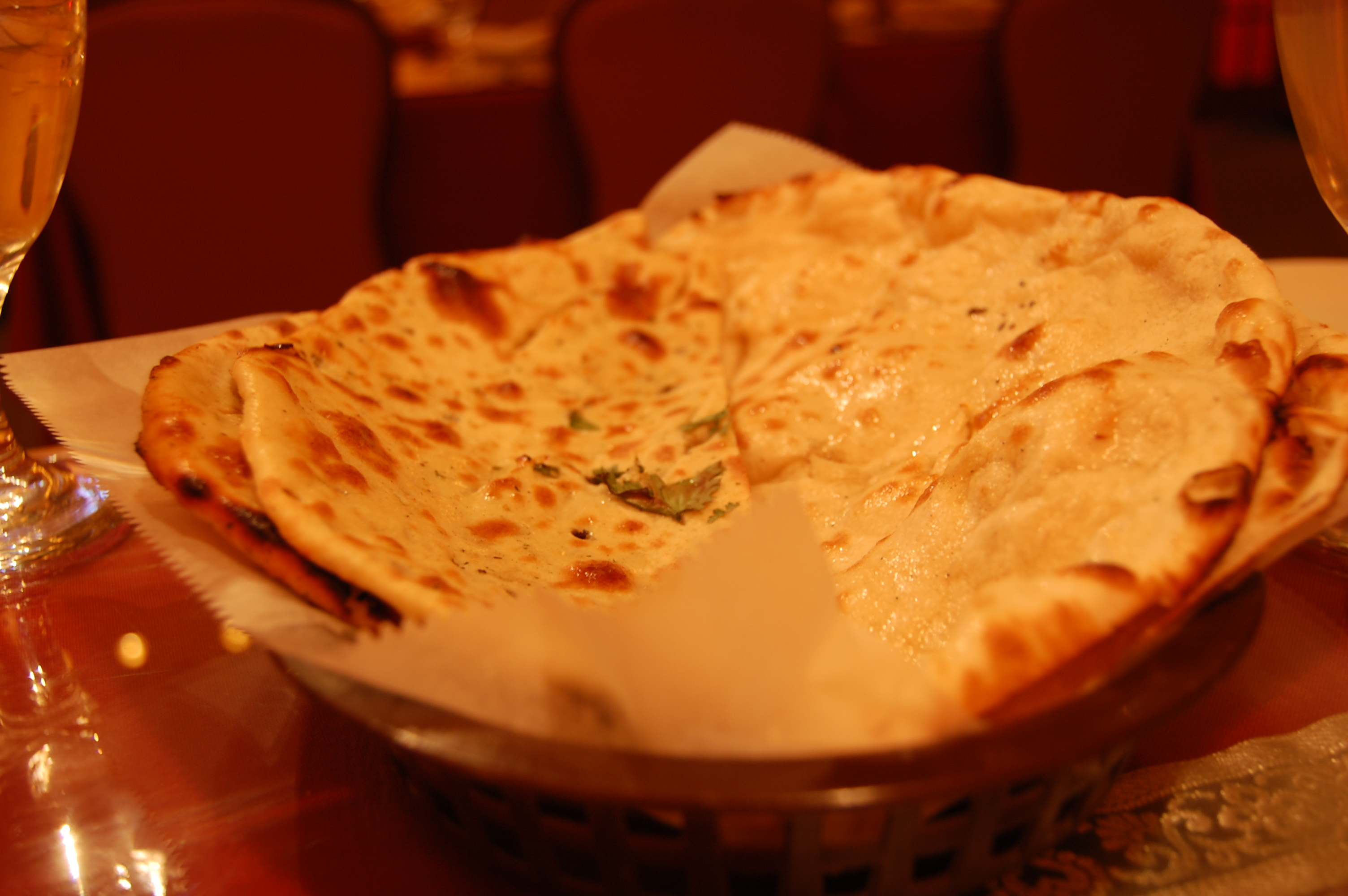
М'ятна паратха з Пенджабу, Індія

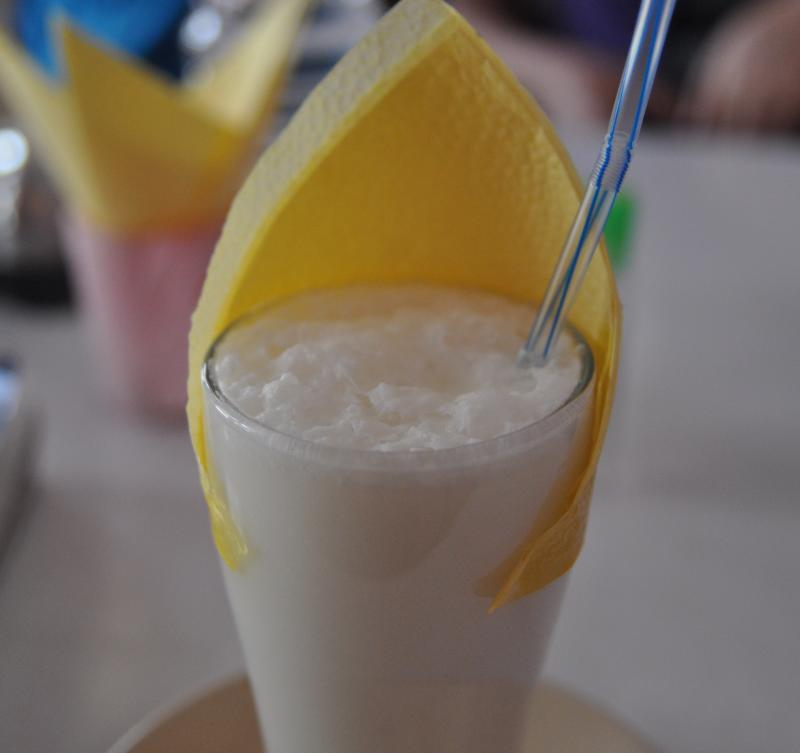
Лассі з Пенджабу

## Стиль приготування
У Пенджабі існує багато стилів приготування їжі. У селах багато людей все ще використовують традиційні методи та обладнання для приготування їжі. Це включає в себе печі на дровах і кладку. До сучасних методів відноситься приготування їжі на газових плитах. Стиль приготування їжі тандир передбачає використання тандиру. В Індії приготування тандиру традиційно асоціюється з Пенджабом, оскільки панджабці прийняли тандир на регіональному рівні. Цей стиль приготування їжі став популярним по всій Індії після поділу 1947 року, коли пенджабці переселилися в такі місця, як Делі. За словами Planalp (1971), «підземна піч у панджабському стилі, відома як тандур, стає все більш популярною в Нью-Делі», вказуючи на панджабський стиль тандиру. У сільській місцевості Пенджабу прийнято мати спільні тандири, які на панджабі також називають тандирами Катх.

## Основні продукти харчування

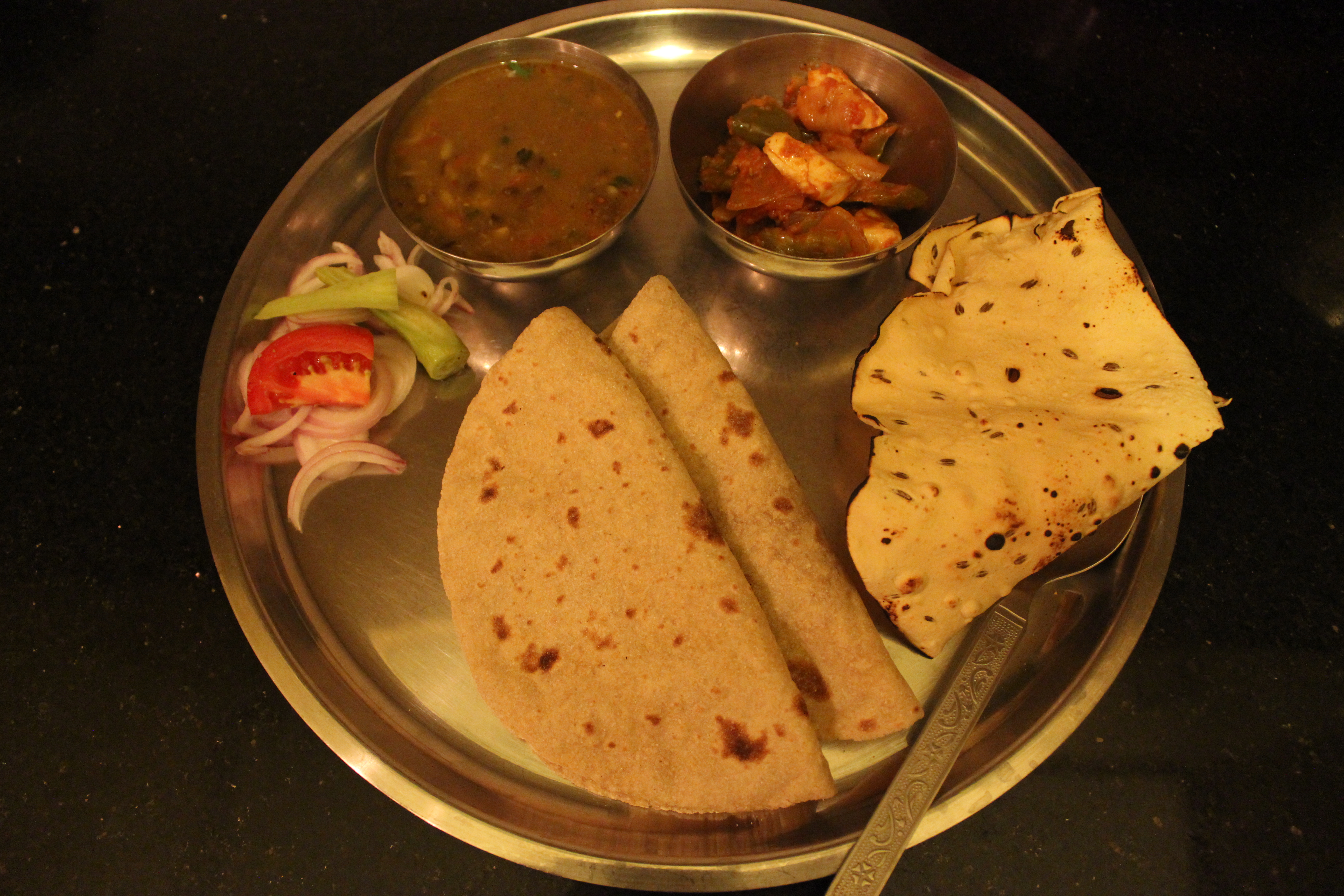
Пенджабська їжа талі

Пенджаб є великим виробником пшениці, рису та молочних продуктів. Ці продукти також є основним раціоном пенджабців. Штат Пенджаб має одне з найбільших споживання молочних продуктів на душу населення в Індії. Тому молочні продукти є важливою складовою пенджабської дієти.
Молочні продукти є основним продуктом пенджабської кухні. Коров'яче молоко і молоко буйвола мають популярність. Молоко використовується для пиття, додавання в чай або каву, для приготування домашнього дагі (йогурту), для виробництва масла та приготування традиційного пенджабського сиру під назвою панір. Традиційно йогурт готують щодня, використовуючи йогурт попереднього дня як вихідну бактеріальну культуру для сквашування молока. Сир використовується як заправка для багатьох страв раїта, для приготування кадгі, кисломолочної маслянки (чаас) і як гарнір до їжі. Пахта використовується для приготування різних видів лассі. Його також можна використовувати для приготування карі. Молоко також є необхідним інгредієнтом для масла та гхі (освітленого масла).

## Харчові добавки та приправи
Харчові добавки та приправи зазвичай додають для посилення смаку їжі. Харчовий барвник як добавка використовується в солодких стравах і десертах. Крохмаль використовується як наповнювач.

## Загальні страви

### Сніданок

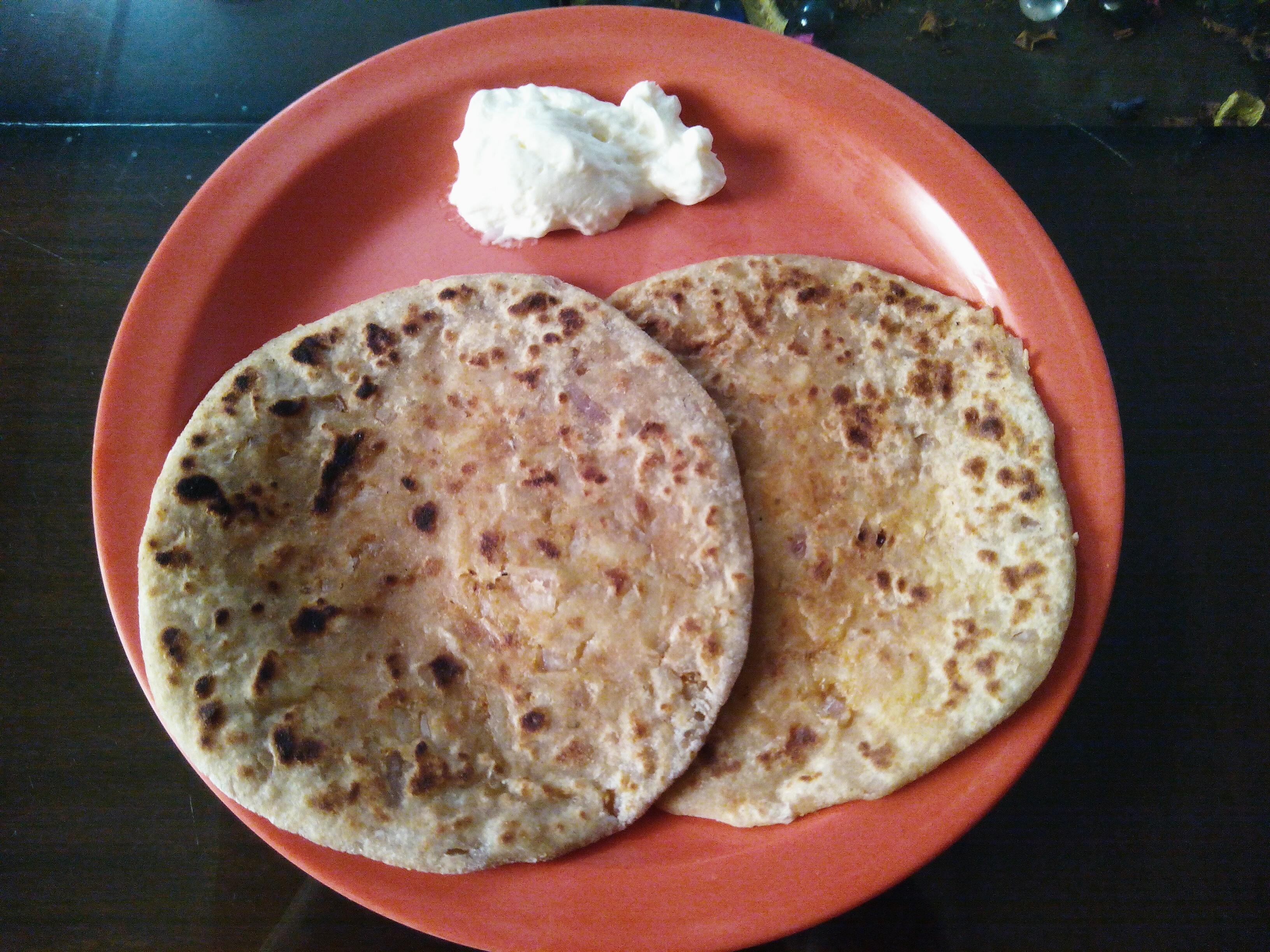
Алоо паратха/паронтха з маслом

Рецепти сніданку залежно від регіонів Пенджабу відрізняються. Поширеними є чана масала, нан, чоле кулче, алоо паратха, панір паратха, гобі паратха, паратха з сиром, паратха з маслом, халва пурі, бгатура, фалуда, махні дуд, амрітсарі лассі, масала чай, чай, амрітсарі кульчас, дахі вада, дагі, хоа, пайя, алоо паратха з маслом, пенджері з молоком.
У верхньому Пенджабі Пакистану Лахорі Катлама також відомі сніданком.

### М'ясо
М'ясо птиці, баранини та козлятини є переважними джерелами м'яса в різних регіонах Пенджабу.
Існує багато різноманітних м'ясних страв, і деякі з них наведено нижче.

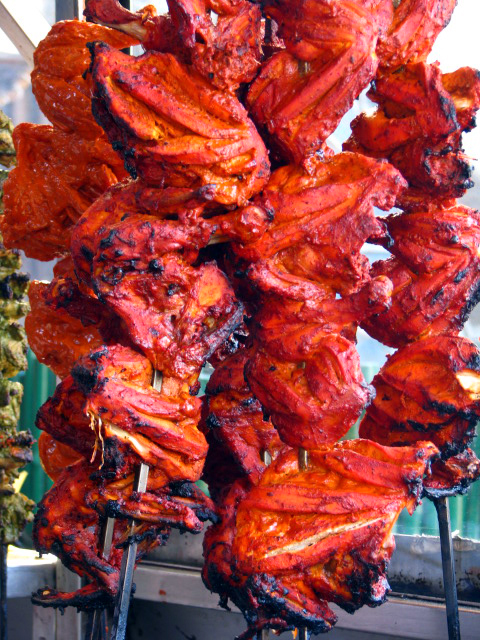
Курка тандурі

- Бір'яні:[27] баранина, курка та яловичина
- Плов: яловичина і баранина
- Кебаб: тушкована курка, яловичина або баранина, зазвичай подається з нааном і плоским хлібом.
- Кіма: тушкований фарш з баранини, який зазвичай подається з нааном.
- Ягня: включаючи роган джош, Бгуна Гошт,[27] Кадгаі Гошт, Раан Гошт, Дал Гошт, Сааг Гошт, Ніхарі, Рара Гошт, Пайє да Шорба
- Шамі-кебаб, курка карахі, курка тандурі Амрітсарі,[27] панджабі каргі (куряче йогуртове карі з Пенджабу),[28] курка з маслом (Мург Махні),[27] курка тікка, пайє.
- Кунна Гошт, повільно приготоване м'ясо, приготоване в Кунна (мітті кі бартан (глиняний посуд))
- Галім готується з м'яса (яловичини або курки), приготованого на повільній основі з сумішшю бобових, розм'якшених протягом ночі. Це багата білком їжа зі спеціями та ароматичними речовинами, як-от мускатний горіх, подається зі скибочкою лимона та пасерованою цибулею.

### Риба
Оскільки Пенджаб не має виходу до моря, прісноводна риба, а не морська, є важливою частиною кухні. Найбільш часто готують коропа, роху та сома. Інші види риб включають короп індійський та тілапія. Нещодавно були представлені креветки. Рибна тікка — фірмова страва Амрітсарі.

### Вегетаріанська

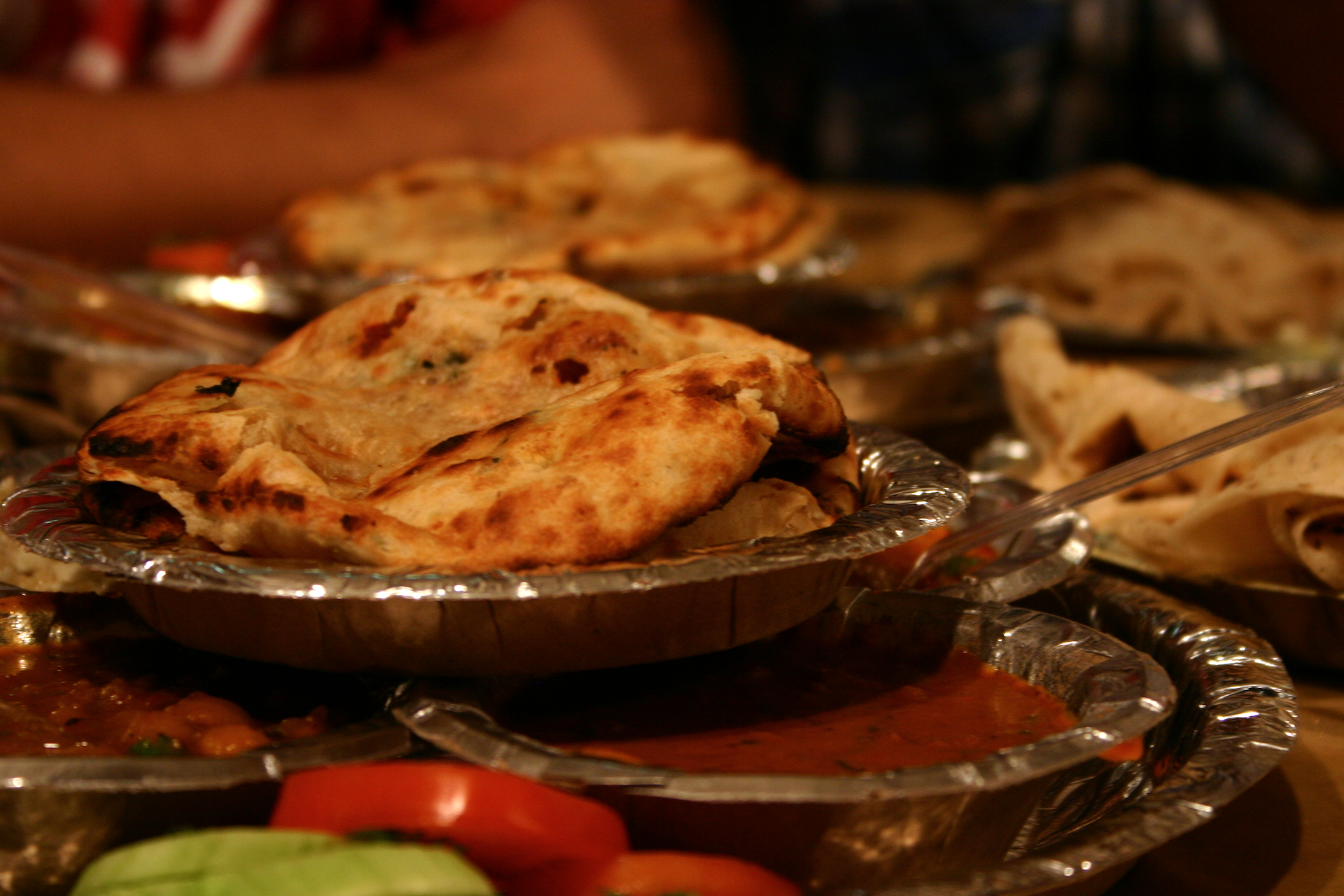
Кулча амрітсарі

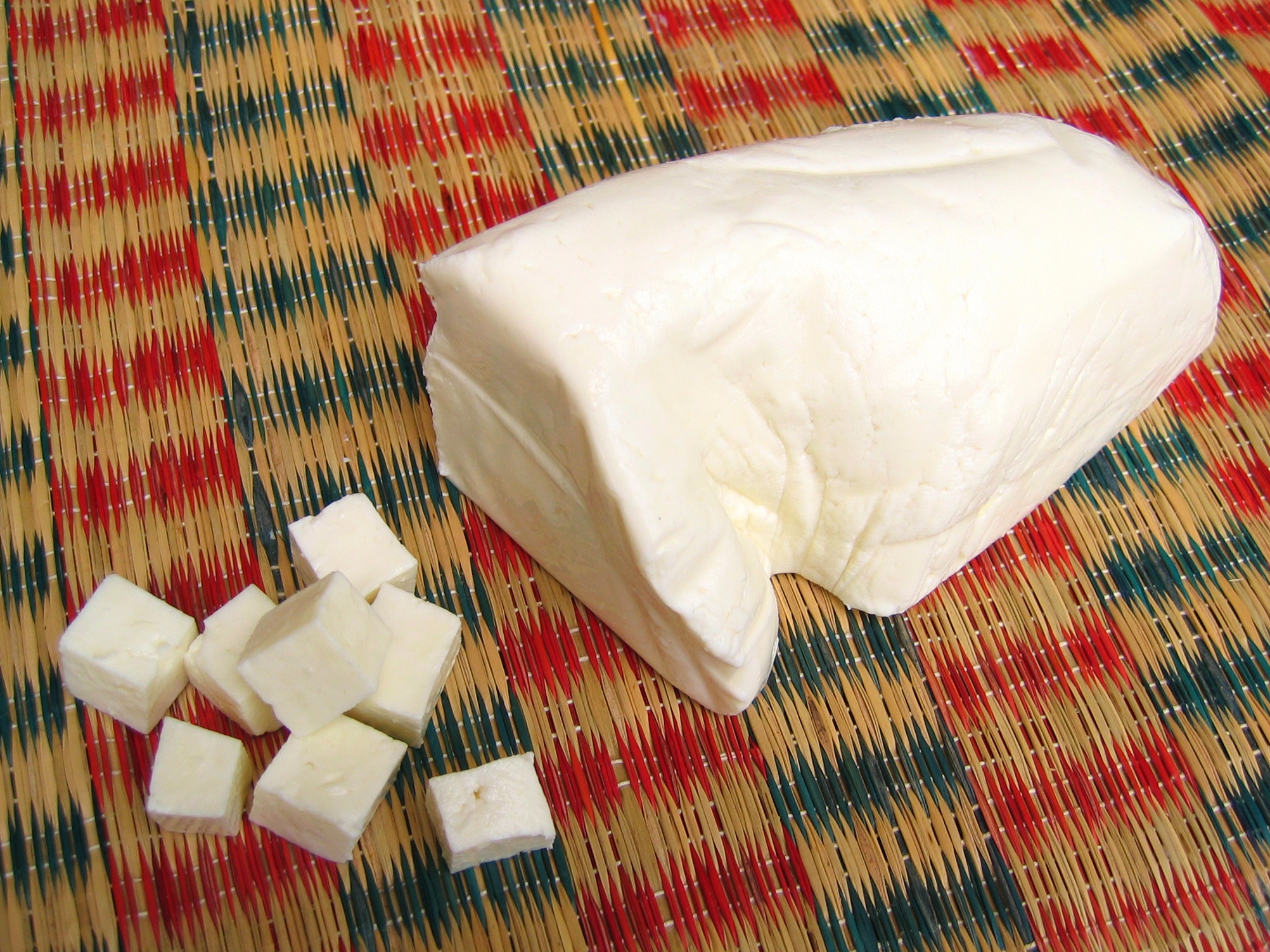
Панір, один із південноазіатських варіантів сиру, який зазвичай використовується в кулінарії в Пенджабі

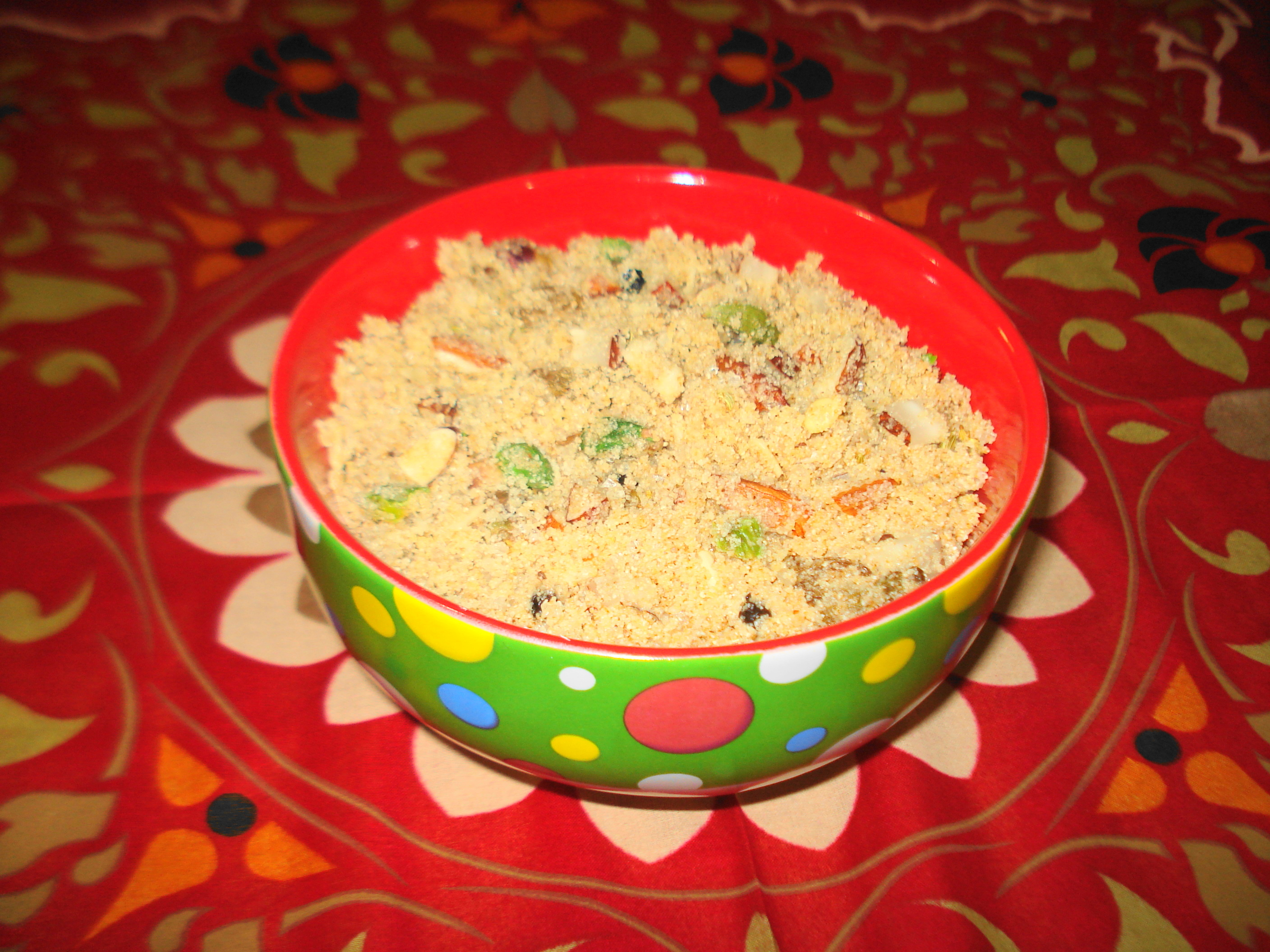
Панджері

- Хічді, страва із зерна та сочевиці:[31] у Пенджабі хічді готують із пшоняного борошна, квасолі мунг і сочевиці (Vigna aconitifolia). Однак хічді з рису та червоної сочевиці або бобів мунг також споживають.
- Раджма — слово на хінді, що означає червону квасолю. Квасоля готується на середньогострому цибульно-томатному соусі і найчастіше подається з пропареним рисом, а іноді з індійським коржем під назвою Чапаті (Пхулка в регіоні Пенджаб).
- Панір (свіжоприготований сир) Такі рецепти, як Шагі панір ; Хоя панір, Панір кофта (шматочки паніру, побиті та смажені, а потім тушковані в гострому соусі), Амрітсарі панір, Матар панір (панір із зеленим горошком), панір паратха (пшеничний хліб з начинкою з паніру), Палак панір
- Панджірі: це традиційний північноіндійський десерт[32], який також популярний у регіоні Пенджаб,[33] який містить щедру кількість мигдалю, волоських горіхів, фісташок, сухих фініків, горіхів кеш'ю разом із цільнозерновим борошном, цукром, їстівною гумкою, маком і насінням фенхелю для приготування традиційної страви «панджрі» або також відомої як «дабра».
- Бобові: використовуються різноманітні бобові, включаючи нут, горох, червону сочевицю, квасолю мунг, червону квасолю (спочатку імпортовану з Америки) і чорну квасолю. Бобові можна використовувати окремо або в комбінації, як Дал Махані[34][35][36][37] Тарка дал амбарсарі

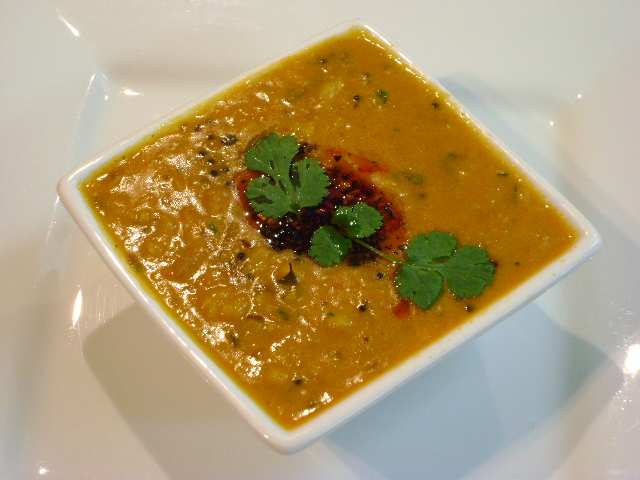
Тарка дал амбарсарі

- Сааг: різноманітна листова зелень (включно зі шпинатом і гірчицею), як правило, варена до рагу, приправлена імбиром, помідорами, цибулею, часником, перцем чилі та іншими спеціями, і часто збагачена паніром або вершками. Батуа також додається для посилення смаку. Його подають з маслом зверху та з маккі кі роті. Сааг — зимовий і весняний делікатес; це одна з найпопулярніших страв Пенджабу.
- Баклажани: Байнган бгарта схожий на баба гануш у тому, як баклажани готуються шляхом смаження та очищення від шкірки, але набагато ситніший, із додаванням значно варених помідорів, смаженої цибулі та різноманітних спецій замість тахіні.
- Пундж Ратані Дал:[27] густа підлива з 5 бобових, помідорами, смаженою цибулею та спеціями.
- Панджабі Кадгі Пакора (традиційне карі з рисом). Кадгі — це різновид карі, приготовленого з йогурту або пахти, згущеного нутовим борошном і приправленого імбиром, куркумою, перцем чилі та темперованими спеціями. Також додаються обсмажені у фритюрі шматочки приправленого нутово-борошняного кляру (пакора).
- Пенджабський лассі панір: у Пенджабі традиційно готують лассі, а потім витягують панір, який потім споживають, додавши воду, сіль і чилі. Панір Лассі також можна додавати до картоплі та спецій, щоб зробити каррі, схоже на яєчню. Лассі панір не можна різати кубиками, як панір з молока.[31]

### Закуски
- Підсмажені зерна: у Пенджабі підсмажування кукурудзяних і пшеничних зерен на пенджабі бгаті є традиційною закускою.[31]
- Самоси
- Голгаппа

### Раїта і чатні
Разом з усіма видами основних страв також подають раїту або чатні.

## Солодощі та десерти

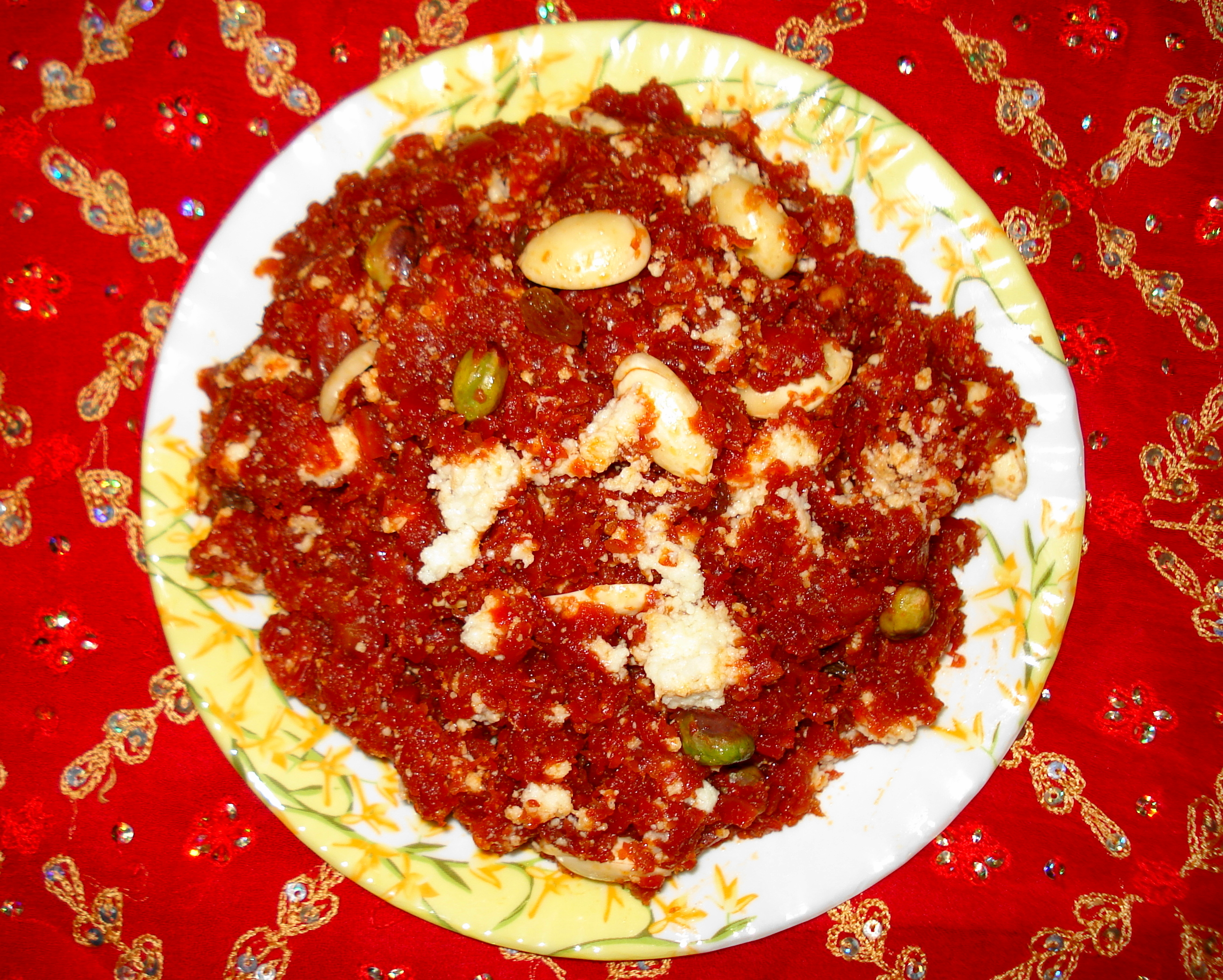
Гаджрела (Гаджар ка халва), десерт із моркви

Пенджабська кухня включає в себе різні види десертів і мітьяї, які включають:
- Амрітсарі[27]
- Кхір, десерт із рисового молока та сухофруктів
- Хоя[38]
- Кульфі, десерт, схожий на морозиво
- Мальпуа[27]
- Рабрі[27][39]
- Десерти на основі манної крупи:[40] халва[27]
- Шір хурма
- Каджу катлі
- Атте ка халва (Кадах)
- Пуде — зазвичай готується в сезон дощів
- Пінні — готується з топленого масла дезі, пшеничного борошна, мигдалю та джаггері
- Гулаб джамун
- Джалебі
- Бурфі.

## Хліб
Пенджабці їдять різний хліб. Лепешки та хлібці, що піднялися, їдять щодня. Вирощені хлібці відомі як хамірі роті. Іноді в деякі види хліба також додають насіння соняшнику та льону. Хлібці можуть бути приготовлені з різних видів борошна і можуть бути приготовлені різними способами:
- Випікається в тандирі, як наан,[27] тандурі роті,[27] кульча,[27] або лачха паратха[27]
- Сухо запечене (індійська сковорода), jowar di roti, baajre di roti and makki di roti (їх також змащують білим маслом)
- Дрібно смажена, як парата[41]
- Смажене у фритюрі, як пурі,[27] Качорі[42] і бхатура[27] (ферментоване тісто)
- Хліб, що росте на солі: Хліб, що росте на солі, — це унікальний хліб, який зустрічається лише в регіоні Соляного хребта Пенджабу, Пакистан. Оскільки кам'яна сіль легкодоступна в асортименті солі, багато людей у минулому використовували сіль замість дріжджів для закваски хліба.
- Папар
- Тафтан: іранський хліб, дуже популярний у Пакистані та Лахорі. Його можна їсти з кормою і ніхарі.

## Трави і спеції

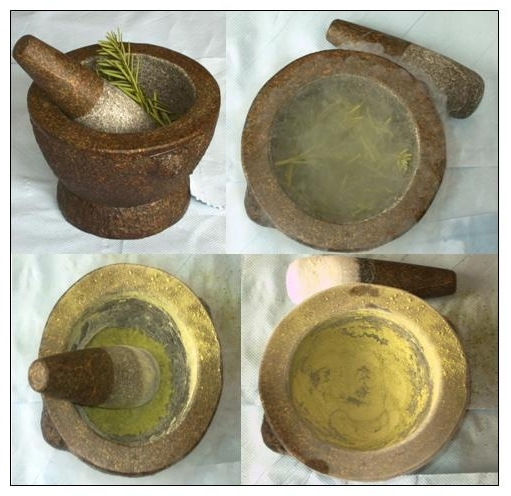
Ступка і товкачик (старий спосіб змішування спецій)

У пенджабській кухні використовуються спеції з Індійського субконтиненту, які подрібнюють у ступці з товкачем або кухонному комбайні.

## Напої
Панджаб має різноманітний асортимент напоїв. Деякі з них виготовлені на молочній основі, наприклад, лассі та пахта. Продукти на основі молока буйволів особливо поширені в Пенджабі. Прикладами є манго лассі манго молочний коктейль і чаас. Інші — це соки, отримані з овочів і фруктів, такі як коктейлі з кавуна, морквяний сік і сік тамаринда (імлі ка паані). Напої шиканджві та неембу паані особливо популярні влітку. Джал-джира також поширений.
Сатту — традиційний північноіндійський напій, який також традиційно вживають у Пенджабі. Сатту готують шляхом обсмажування зерен ячменю, а потім подрібнення їх у порошок, змішаного з сіллю, куркумою та водою.
Місцеві регіональні напої в Пенджабі також включають Дудг сода (молочна сода), Десі Даару (місцева форма алкоголю в Індії) і Бантау (місцевий содовий напій) у Пакистані.

## Ферментовані продукти

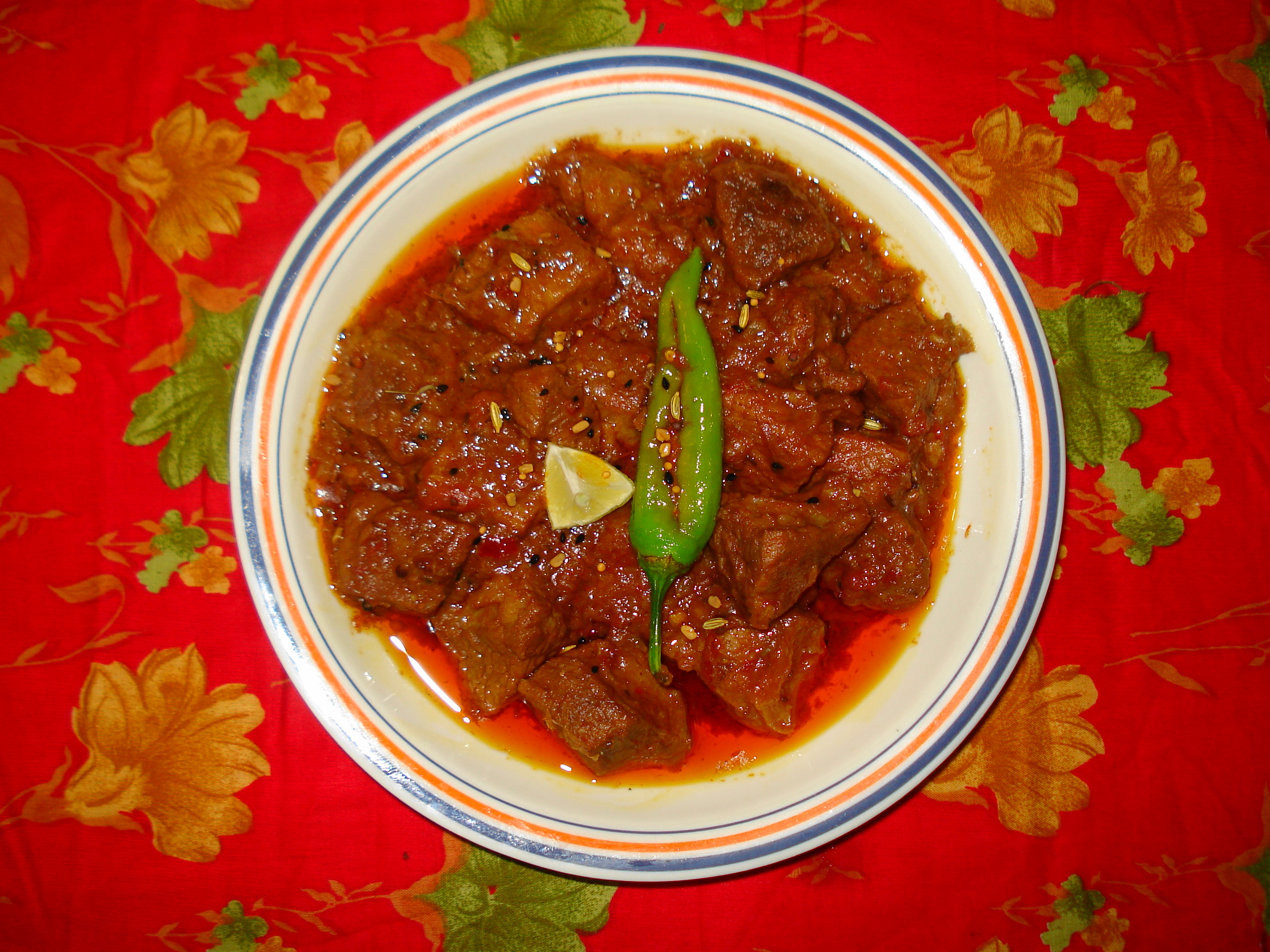
Ачар гошт, відома страва із суміші курки та солоних огірків

Ферментовані продукти поширені в пенджабській кухні. Також ферментовані продукти додають при приготуванні деяких страв. Особливо відомий маринований огірок у багатьох селах Пенджабу.

## Способи приготування

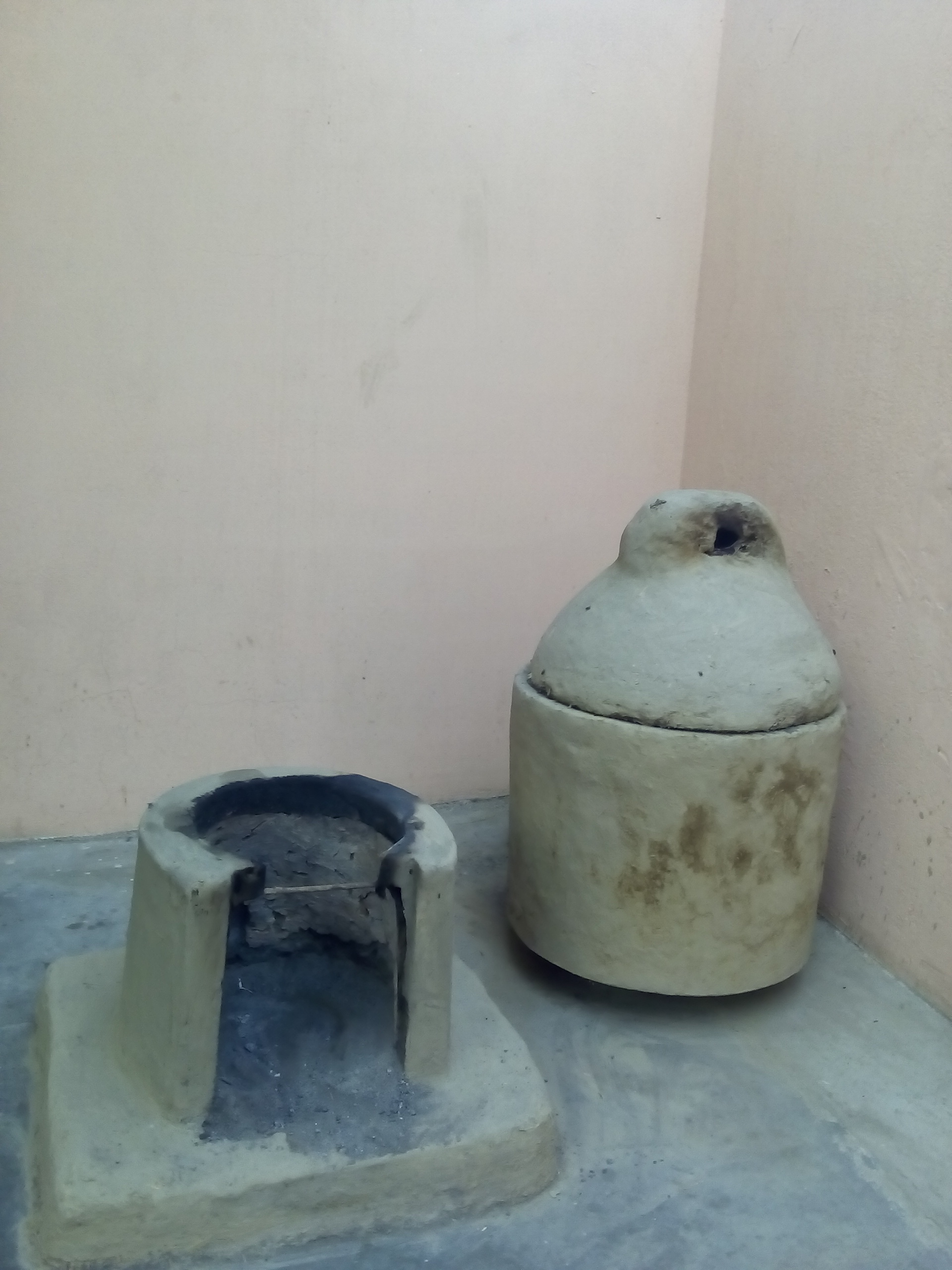
Традиційна пенджабська піч (чулла) і духовка (бгароллі)

Для приготування страв пенджабської кухні використовуються традиційні та сучасні методи. Традиційні плити та печі, які використовуються для приготування пенджабської їжі, включають:

### Чулла
Традиційна назва печі пенджабською мовою — чулла. Традиційні будинки також мають печі (вадда чулла або банд чулла), які зроблені з цегли, каміння та в багатьох випадках глини. Старі громади в Пенджабі також використовували земляні печі (хадда чулла), але ця традиція зараз відмирає.

### Бгатхі
Мурована піч відома як бгатхі. Для приготування їжі на відкритому повітрі та смаження на грилі є багато різних видів бгатхі. Бгатхі використовується для смаження пшениці або кукурудзи, для якої Калсі (1992) описує як «спеціальну духовку з відкритою каструлею, в якій пісок нагрівається для смаження кукурудзи».

### Гара
Гара — піч шестифутової висоти з власним дахом. Гара традиційно використовується для повільного нагрівання молока або повільного варіння бобових, наприклад нуту.

### Тандир
Відповідно до «Стародавнього Пакистану — Археологічна історія» Мухтара Ахмеда харапські печі, можливо, функціонували подібно до сучасних тандирів у Пенджабі. Тандир традиційно виготовляється з глини і являє собою піч у формі дзвона, закладену в землю і топлену дровами або вугіллям, які досягають високих температур. За словами Роя Хейтера оригінальні версії тандиру «в Пенджабі, провінції на північному заході Індії, були занурені по шию глибоко в землю». Крім того, він стверджує, що сучасні версії також можуть стояти над землею.

### Сучасні методи
- Скороварки
- Залізна сковорода

## Етикет пенджабської їди
Етикет прийому їжі вважається основною частиною кухні. Кожна пенджабська родина дотримується певного регіонального етикету. Слово етикет має багато місцевих назв залежно від конкретного регіону Пенджабу. Хоча певні правила етикету відрізняються залежно від регіону, у Пенджабі існує багато практик етикету. Спільна їдальня є нормою в пенджабських родинах.
Приносити та надсилати свіжі фрукти, солодощі та продукти харчування як подарунки членам родини є звичайною практикою в Пенджабі, особливо протягом весняного сезону. Їжу роздають сусідам також в особливих випадках і на знак гостинності. Манго вважається делікатесом і широко вирощується в Пенджабі, а вечірки з манго є звичайним явищем під час сезону збору плодів. Кавун і редька на кіосках діляться між друзями та родичами.

### Основні риси етикету
Запрошення на трапезу або чай зазвичай розсилають за кілька днів до цього. Відмова від запрошення без поважних причин вважається порушенням етикету.
Сервірування столу проводиться до приходу гостей.
Члени сім'ї або будь-які мешканці одного будинку обов'язково їдять разом під час вечері. Якщо поруч є будь-яка інша особа, їй пропонують поїсти на знак поваги. Вважається неввічливим починати їсти, не запрошуючи інших взяти участь у трапезі. Перед їжею прийнято пропонувати їжу всім, хто перебуває поруч. Запрошеному гостю чи старшій особі приділяють особливу повагу та увагу. Зазвичай розпочати трапезу просять запрошеного гостя. Вважається неввічливим, якщо господар починає їсти, не враховуючи присутність усіх гостей.
Пенджабські родини найчастіше використовують гібридний стиль південноазіатського та європейського етикету посуду. Хліб і рис їдять руками. Десерти їдять ложками. Для споживання супу використовуються ложки, а для їдіння локшини — виделки. Жувати їжу з відкритим ротом і відригувати на очах в інших вважається грубістю. У селах Пенджабу на стіл зазвичай ставлять додаткову загальну тарілку для будь-яких кісток, які залишилися після вживання м'яса з кістками. Розміщувати залишки їжі на підлозі чи столі вважається поганим етикетом.

## Пенджабська дгаба
Узбіччя часто слугують приміськими центрами харчування. Вони також можуть бути спільним місцем для посиденьок та спілкування. Деякі подають за тією ж концепцією жирної ложки.

## Пенджабські ресторани

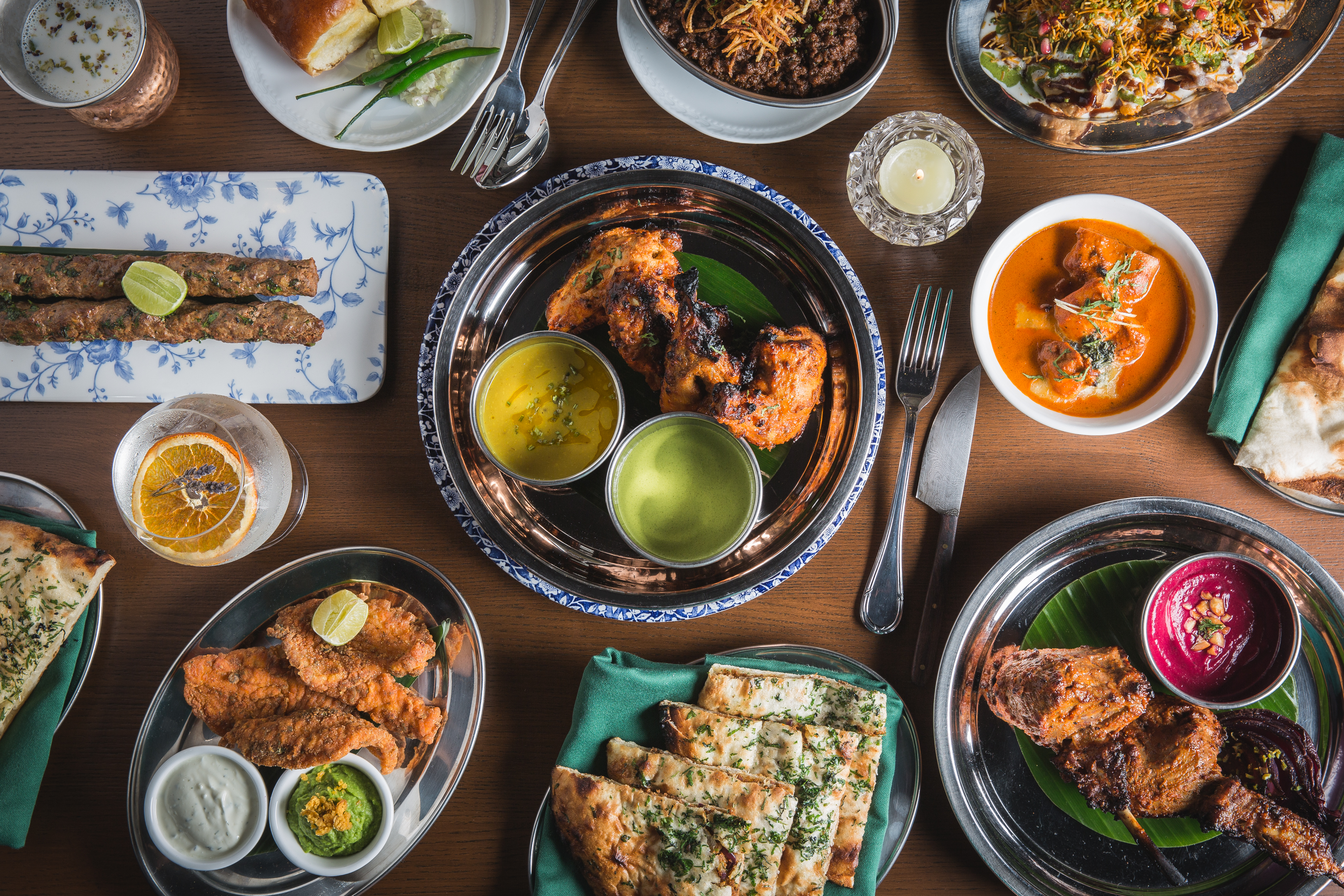
Вибір авторських страв у New Punjab Club

Пенджабська кухня поширилася на міжнародному рівні. Ресторан Punjab у Лондоні є сімейним із 1946 року та є найстарішим північноіндійським рестораном Великобританії. New Punjab Club, розташований у Гонконзі, став першим у світі пенджабським рестораном, який отримав одну зірку Мішлен у 2019 році.